# كونستانس بيرس
كونستانس بيرس هي كاتِبة وشاعرة كندية، ولدت في 10 مايو 1866 في دارتموث في كندا، وتوفيت في 1939.